# Friedrich Geißelbrecht

Friedrich Geißelbrecht

Friedrich Geißelbrecht (* 16. Oktober 1895 in Nürnberg; † 3. Juli 1985 in München) war ein deutscher Politiker (NSDAP) und SA-Führer.

## Leben
Geißelbrecht war ein Sohn des Friedrich Geißelbrecht und seiner Ehefrau Maria, geb. Königer. Nach dem Besuch der Volksschule und der Realschule nahm Geißelbrecht während des Ersten Weltkriegs von 1914/18 im 7. Feldartillerie-Regiment „Prinzregent Luitpold“ der Bayerischen Armee an den Kämpfen an der Westfront teil. 1917 wurde er zum Leutnant befördert.
Nach dem Krieg verdiente Geißelbrecht seinen Lebensunterhalt als Kaufmann. Am 28. April 1924 wurde er vom Volksgericht München I wegen seiner Beteiligung am Hitler-Putsch vom 9. November 1923, an dem er als Angehöriger des Stoßtrupps Adolf Hitler teilgenommen hatte, zu eineinviertel Jahren Festungshaft verurteilt, von denen er aber nur vier Monate absitzen musste.
Zum 1. August 1925 trat Geißelbrecht der neugegründeten NSDAP bei (Mitgliedsnummer 13.065).
Am 8. Juli 1933 wurde Geißelbrecht als Reichshauptamtsleiter zum Leiter des Hauptamtes VII (Hilfskasse der NSDAP) beim Reichsschatzmeister in München ernannt. In der SA erreichte er 1943 den Rang eines SA-Brigadeführers.
Bei der Reichstagswahl am 29. März 1936 kandidierte er erfolglos. Von April 1938 bis zum Ende der NS-Herrschaft im Frühjahr 1945 saß Geißelbrecht als Abgeordneter für den Wahlkreis 18 (Westfalen Süd) im nationalsozialistischen Reichstag.
In der Endphase des Zweiten Weltkrieges wurde Geißelbrecht Ende März 1945 von Angehörigen der US-Armee verhaftet. Nach Kriegsende wurde er ab Mitte August 1945 in den Internierungslagern Zuffenhausen, Dachau, Ludwigsburg und Fallingbostel festgehalten. Am 25. September 1947 wurde er nach einem Spruchkammerverfahren als belastet (Gruppe III) entnazifiziert und aus der Internierung entlassen, das Urteil wurde auch nach einem Überprüfungsverfahren 1948 aufrechterhalten.